# Квинт Помпей Сосий Приск
Квинт Помпей Сосий Приск (лат. Quintus Pompeius Sosius Priscus) — римский политический деятель середины II века.
Его отцом был консул-суффект 108 года Квинт Помпей Фалькон, а матерью — дочь консула Квинта Сосия Сенециона Сосия Полла.
Карьеру Приск начал с должности командира эскадрона римских всадников. Затем он был монетным триумвиром. Примерно в 142 году Приск находился на посту квестора, а около 147 года он был претором. В 149 году он занимал должность ординарного консула вместе с Сервием Корнелием Сципионом Сальвидиеном Орфитом. С 163 по 164 год в качестве проконсула Приск управлял провинцией Азия. В правление императора Марка Аврелия он сопровождал его в качестве комита на Маркоманской войне, за заслуги в которой получил военную награду.
Его сыном был консул 169 года Квинт Помпей Сенецион Сосий Приск.